# افسر شهیدی
افسر شهیدی (۱۹ خرداد ۱۳۲۳ در کازرون) خوانندهٔ موسیقی پاپ اهل ایران است. او همچنین یکی از چهره‌های شناخته‌شده در موسیقی محلی و فولکلور ایران به‌شمار می‌رود. شهیدی هم‌اکنون ساکن شهر سن دیگو در ایالات متحده آمریکاست.

## زندگی و فعالیت موسیقی
افسر شهیدی در ۱۹ خرداد سال ۱۳۲۳ در کازرون به دنیا آمد. 
او از دههٔ ۱۳۵۰ با اجرای ترانه‌های محلی در شیراز به شهرت رسید و پس از آن به تهران نقل مکان کرد، جایی که فعالیت هنری او در سطح ملی گسترش یافت.
همکاری شهیدی با برنامه گلچین هفته در رادیو سراسری موجب شهرت او شد. اجرای ترانهٔ جدایی (شهر غریب) در شو پرویز قریب افشار در تلویزیون ملی ایران موجب شهرت بیشتر و موفقیت سریع او گشت.

## آلبوم‌ها
- آتش کده عشق

| نام ترانه  | ترانه‌سرا      | آهنگساز       | تنظیم         |
| ---------- | ------------- | ------------- | ------------- |
| آتشکده عشق | جمشید شیبانی  | جمشید شیبانی  | واهیک         |
| شیراز      | محلی          | محلی          | واهیک         |
| ناز آفرین  | محمود قراملکی | محمود قراملکی | محمود قراملکی |
| تمنا       | خاکپور        | جمشید شیبانی  | واهیک         |
| بیگانه     | جمشید شیبانی  | جمشید شیبانی  | واهیک         |
| دخترم      | سیمین سروشیان | پرویز قیاسیان | پرویز قیاسیان |

- جدایی

| نام ترانه     | ترانه‌سرا     | آهنگساز       | تنظیم         |
| ------------- | ------------ | ------------- | ------------- |
| جدایی         | مسعود امینی  | محمود قراملکی | مجتبی میرزاده |
| التماس        | عبدالله الفت | محمود قراملکی | مجتبی میرزاده |
| قبیله         | مسعود امینی  | محمود قراملکی | مجتبی میرزاده |
| هستی          | عبدالله الفت | محمود قراملکی | مجتبی میرزاده |
| دشتستانی      |              |               |               |
| یار کازرونی   | محلی         | محلی          | علی جعفریان   |
| به خانه برگرد | عبدالله الفت | محمود قراملکی | مجتبی میرزاده |

- مرثیه وطن

| نام ترانه     | ترانه‌سرا | آهنگساز | تنظیم |
| ------------- | -------- | ------- | ----- |
| معرفی         |          |         |       |
| هستی          |          |         |       |
| دوست دارم     |          |         |       |
| جدایی         |          |         |       |
| لاله          |          |         |       |
| التماس        |          |         |       |
| به خانه برگرد |          |         |       |
| مرثیه وطن     |          |         |       |
| دشتستانی      |          |         |       |
| یار کازرونی   |          |         |       |
| بهانه         |          |         |       |
| موزیک لاله    |          |         |       |

- پرواز

و به یاد این خواننده آهنگ دشتستانی ایشان با اجازه رسمی در تاریخ ۲۹ فوریه ۲۰۲۴ توسط و با اسم جدید به نام DJMavi - Persian Angel
از کمپانی پخش شد . 